# Étoile Carouge Football Club
 (août 2018).
Maillots
Actualités
L'Étoile Carouge Football Club est un club de football basé à Carouge en Suisse et fondé en 1904. Il évolue en Challenge League (deuxième division suisse).
Le club est en partenariat avec le Servette FC.

## Histoire

### Les débuts du club
On situe le début du club en 1889, lorsque des scolaires fondent le FBS Studium, dans le double but de constituer une société littéraire avec section sportive avec un département football. En 1900, les membres du FBS Studium laissent la littérature et se concentrent sur le ballon rond ; le FC Victoria est alors constitué. À la suite des premiers succès, le FC Victoria adopte le nom de sa ville natale, le FC Carouge.
Fondé en 1904, le FC Carouge est affilié à l'Association Cantonale Genevoise de Football. Lors de la Première Guerre mondiale, une grande partie de l'effectif est mobilisé dans l’armée et le FC Étoile Sportive du Léman se monte en parallèle. Les résultats sont au rendez vous : 4 fois champion genevois, 3 fois champion du Léman et champion romand en 1914, 1916 et 1917 mais le club n'a pas de stade et est en proie à des difficultés administratives. Ce n'est qu'en 1922 que le nom de 'l'Étoile Carouge FC apparaît après la fusion de l'Étoile Sportive et du FC Carouge. En juin 1926, une seconde fusion va intervenir avec Carouge Stade FC, sans que le club ne change de nom. Le Stade de la Fontenette est mis à disposition par la municipalité à partir de la
saison 1923-1924.

### Les premiers hauts et bas
Lors de la saison 1933-1934, le club monte en Ligue Nationale, la saison est mauvaise et la descente est au rendez vous. Les problèmes s'accumulent alors avec l'accumulation de dettes et le club tombe en faillite alors que la dette était peu importante. Selon les règlements, le nom «Étoile Carouge» ne peut être utilisé pendant vingt ans. C'est pendant cette période que se développent l’Union Sportive Carouge et l’Union Sport (proche des milieux catholiques). L'Union Sport devient le Carouge Stade, un club apolitique.
En 1945, le Carouge Stade est promu en Deuxième Ligue. Ce n'est que 10 ans plus tard que l’Association genevoise de football accepte le retour du nom Étoile Carouge au lieu du Carouge Stade. À la fin de la saison 1956-1957, le comité engage l'entraîneur, Paul Garbani, qui évoluait à Moutier. Ce Genevois qui appréciait de travailler avec les jeunes décide en 1958 de remplacer l'effectif sénior, alors en Ligue Nationale B par les juniors. Le pari est risqué mais s'avère gagnant ; le club monte en Ligue Nationale A. L'équipe va même jusqu'à battre le Servette II 12-0.
Les relations entre l'entraîneur et son président sont tendues et ce dernier se sépare des meilleurs joueurs du club. Garbani s'en va alors du club. Il est tout de même rappelé par le président Pierre Tillmann en milieu de saison 1961-1962. Il réussit à faire monter l’équipe en Ligue Nationale B à l’issue de la saison 1962-1963. C’est durant cette même saison que le centre sportif de la Fontenette est construit (piscine, stade de football). Le coût du nouveau stade est estimé à environ 1,6 million CHF.
En 1968, le club monte de nouveau en Ligue Nationale B. Après neuf saisons dans cette division, le club rejoint la Ligue Nationale A en 1977, de nouveau avec Paul Garbani comme entraîneur. Malgré les résultats, son départ est réclamé par ses joueurs. En 2 saisons, le club est rétrogradé par deux fois et se retrouve en 1re Ligue. En 2011, à la surprise de tous, avec une équipe multinationale et une super phase finale, le club d'Étoile Carouge accède à nouveau à la Division 2 Suisse (Challenge League). L'équipe réalisera l'ascenseur, redescendant au bout d'un an dans la toute nouvelle 1re ligue promotion. Après 4 saisons faites de hauts et de bas, les stelliens subissent une nouvelle relégation lors de la saison 2016-2017 et tombent en Première Ligue.

### Accession en Promotion League puis en Challenge League
Le 1er juillet 2018, Pierre-Alain Brodard, après 14 ans de présidence, passe officiellement le flambeau à Michael Palma. Au terme de la saison 2018-2019, le club est promu en Promotion League.
Dès le 1er juillet 2020 un nouveau comité directeur est élu avec comme président un ancien joueur du club, Olivier Doglia.
Lors de la saison 2021-2022, Étoile Carouge accède aux quarts de finale de la Coupe de Suisse après avoir battu le FC Bâle 1-0 en huitièmes de finale avant de tomber face au FC Saint-Gall sur le score de 1-2.
Le 11 mai 2024, à deux journées de la fin du championnat, le club est assuré de terminer en tête et de remporter le championnat, ce qui lui permet d'être promu en Challenge League et retrouve ce niveau pour la première fois depuis 2011,.

## Palmarès
| Palmarès de l'Étoile Carouge FC |
| - Ligue nationale B (D2) : - Vainqueur (4) : 1977, 1988, 1994, 1997 - Promotion League (D3) : - Vainqueur (1) : 2024 - 1re Ligue (D4) : - Vainqueur (1) : 1er de groupe en 1980, 1982, 1983, 1984, 2004, 2007, 2009 et 2019 - Coupe de Suisse : - Meilleure performance: demi-finaliste en 1977 et 1988 |

## Entraîneurs du club
- 2001-2002 :  Claude Andrey
- 2014-2015 :  Thierry Cotting
- 2015-2016 :  Eric Séverac
- 2016-2017 :  Claudio Morelli
- 2017-2019 :  Jean-Michel Aeby
- 2020-2021 :  Claudio Morelli
- 2021-2023 :  Thierry Cotting
- 2023-2025 :  Adrian Ursea
- depuis 2025 :  Pedro Nogueira

## Anciens joueurs
| - Frank Séchehaye (1923-1929) - Raoul Noguès (1987-1988) - Alen Bajkusa (1998-1999) - Patrick Alphonse Bengondo (2001-2002) - Alexandre Alphonse (2003-2004) - Édouard Crut (1920-1921) - Philippe Vercruysse (1998-2000) - Robby Langers (1993-1994) - Samir Boughanem (1995-1997, 2000-2001) - José Sinval (2001-2003) - Guilherme Afonso (2001-2003) - Djamel Mesbah (2019) | - Claude Andrey (1969-1971, 1972-1973) - Johan Djourou (1996-2003) - Xavier Hochstrasser - Philippe Pottier (1971-1973) - Nestor Subiat (2000) - Matteo Vanetta (2001-2002) - Tadjou Salou (1999-2003) - Mehmed Baždarević (1998) - Vincent Ruefli (2006-2008) |